# 古斯塔夫·卡塞爾
卡爾·古斯塔夫·卡塞爾（Karl Gustav Cassel，1866年10月20日—1945年1月14日）是一位瑞典經濟學家，斯德哥爾摩大學的經濟學教授。

## 生平
卡塞爾未涉足經濟學界之前，曾經擔任一所中學的校長。
卡塞爾在世紀之交離開瑞典到了德國學習經濟學，並發表了多篇論文，當時仍未足四十歲。雖説他在德國接觸經濟學，事實上卡塞爾的思想公認承襲自法國經濟學家里昂·瓦爾拉斯。
卡塞爾跟克尼特·魏克塞爾和大衛·達維遜同為斯德哥爾摩學派的創立者，他是三人當中最年輕者。因爲經濟學在19世紀尚未盛行於大學之間，卡塞爾早年學習數學和工程學，後來才轉而研究經濟學。他從烏普薩拉大學修得數學的高級學位，繼而在1890年代晚期被提名擔任斯德哥爾摩大學的教授。瑞典學術界有一些好事之徒並不願意看見克尼特·魏克塞爾得到隆德大學的教授職，他們慫恿卡塞爾去與魏克塞爾競逐，但卡塞爾主動撤銷申請。這件事好像預兆了後來兩人關係的不睦，他們不僅在學術問題上分歧甚大，而且影響到私人關係。魏克塞爾狂傲不羈的個性使他公開批評卡塞爾的學説，而卡塞爾的性格也存在缺陷：卡塞爾喜歡不斷誇耀自己、“關心怎樣才能讓人覺得自己的著作才是高人一籌”。

## 學術成就

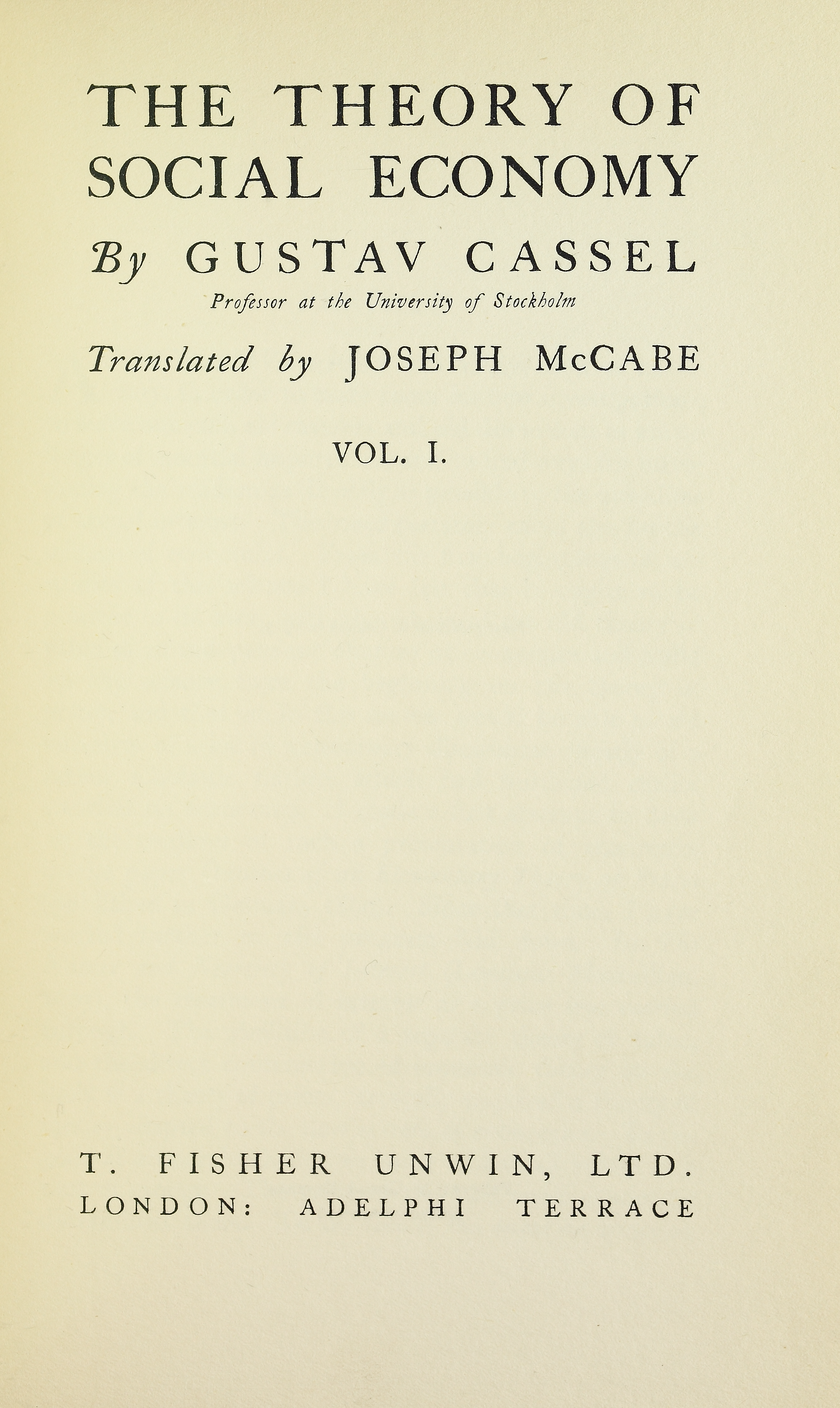
Theoretische Sozialökonomie, 1923

卡塞爾的學術研究關注經濟現實，尤其利息在經濟活動的角色，他的思想植根于英國新古典經濟學派（又名劍橋學派）和斯德哥爾摩學派（又名瑞典學派）。卡塞爾的名聲部分來自約翰·梅納德·凱恩斯於1923年發表的《貨幣改革論》，當中提及卡塞爾所提出的購買力平價理論使卡塞爾在學術界中聲名大噪，但他極力反對自邊際革命開始盛行的邊際生產力理論。卡塞爾不相信傳統經濟學家所研究的價值理論，他認爲價值理論毫不必要，反之他對價格研究感興趣。
除了1921年提出有關匯率的購買力平價理論，卡塞爾於較早的1903年發表了《利率的性質和必要性》、1918年提出了有關“過度消費”的貿易周期理論。他也參與有關第一次世界大戰之後德國戰爭賠款的研討。二十世紀的首二十年，卡塞爾活躍於制定經濟政策的實務上，他先後擔當瑞典國内不同委員會的成員，又花費很多精力參與設計有關國家預算控制的財政制度。1921年，他以瑞典政府代表的身份參與在倫敦舉辦的國際商業會議。卡塞爾也是瑞典皇家科學院和皇家經濟學會的成員。
“卡塞爾憑藉在經濟科學出色的表述使他在戰爭時期成爲學界新星，他的權威僅次於凱恩斯勳爵，他的建議火速地被他母國和外國政府採用。”
卡塞爾除了以瑞典文寫作之外，還發表了很多以外語出版的著作：《充分勞動收入的權利》（1900年，德文：Das Recht auf den vollen Arbeitsertrag）、《利率的性質和必要性》（1903年，英文：The Nature and Necessity of Interest）、《社會經濟學理論》（1919年，德文：Theoretische Sozialökonomie）。1920年，卡塞爾為世界貨幣問題撰寫了一份備忘錄，於國際聯盟在比利時布魯塞爾召開的國際金融會議上公開發表，吸引了學術界廣泛的注意。
卡塞爾的購買力平價學説影響力是巨大的，時至今日仍然是最具影響力的外匯匯率決定理論的基礎。購買力平價理論是建基在一價定律上，一價定律指出：假設運輸成本相同且沒有貿易壁壘，完全同質的一件貨品在不同地方的價格應該一致。購買力平價理論便是從價格上反推出匯率的變動，換言之購買力平價理論的大前提是相信一價定律成立。假若AB兩地的匯率為1:5，苹果在A地的售價為2 A幣，那麽理論上這苹果在B地的售價應該為10 B幣。但是如果苹果在B地只售8 B幣，按照購買力平價理論的觀點來看，這是因爲B幣升值或者相對來說是A幣貶值，這時AB兩地的匯率應該為1:4。A幣應該貶值20%，或B幣應該升值25%。從商品價格決定匯率的辦法，又稱爲絕對購買力平價理論。
卡塞爾晚年支持國際社會重新採納自一戰以後已遭放棄的金本位制。金本位制的維繫就是採納了購買力平價理論的精粹，不同貨幣之間的匯率按黃金以不同貨幣標示的價格決定。這種貨幣制度有利物價穩定和維持幣值，避免惡性通貨膨脹。
卡塞爾聲名昭著的學生包括兩位諾貝爾經濟學獎得獎者貝蒂爾·奧林、貢納爾·默達爾和未來瑞典溫和黨的領袖、政治家和經濟學家哥斯達·巴格。